# Bergkirche Sitzendorf

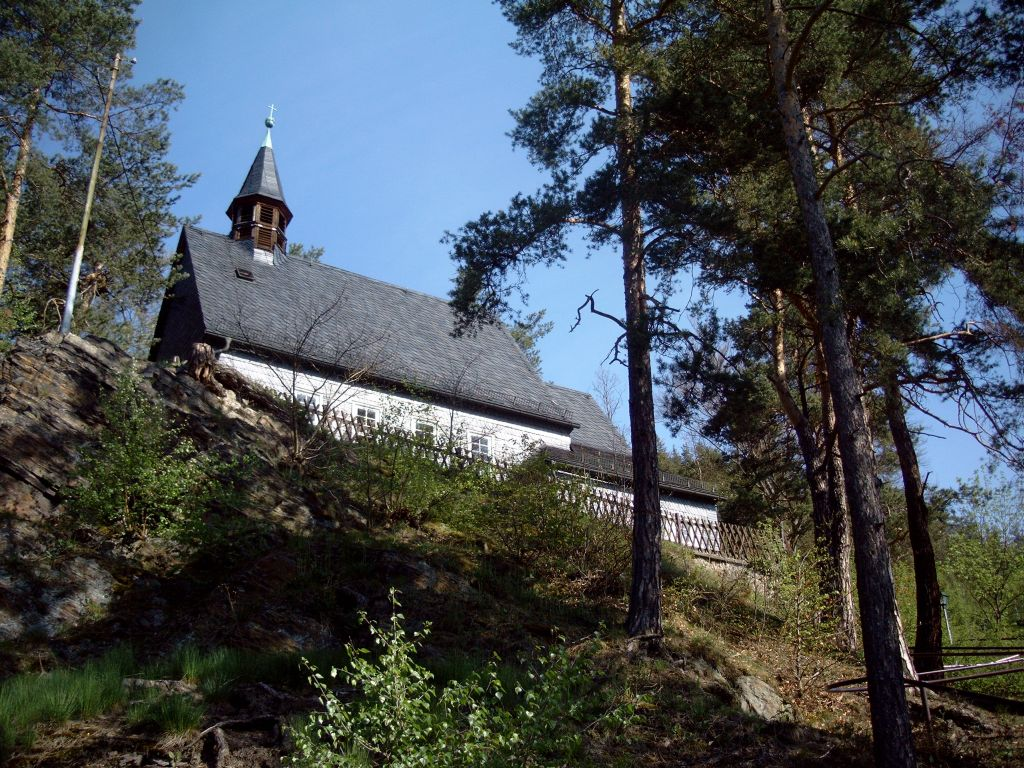
Die Bergkirche

Die evangelische Bergkirche Sitzendorf in der Gemeinde Sitzendorf im Landkreis Saalfeld-Rudolstadt zählt zu den denkmalgeschützten Bauwerken in Thüringen.
Der Bauplatz für die Kirche wurde in den 1930er Jahren von den Einwohnern Paul Möller, Albert Höhnlein und den Erben des Bäckermeisters Sorge gestiftet. Wegen ihrer einzigartigen Lage auf einem Bergsporn über der Schwarzatalbahn steht sie auf der Thüringer Denkmalliste.
Der Altarraum und das Taufbeckenbehältnis wurden 1979 durch den Erfurter Goldschmiedemeister Helmut Griese neu gestaltet, indem er die Bedeutung der Altargegenstände und ihre sakrale Verwendung betonte.
1975 installierte der Orgelbauer Rudolf Böhm in der Kirche eine neue Orgel, die über 7 Register, ein Manual und Pedal verfügt.